# Prins Eugen af Sverige
Hans Kongelige Højhed Prins Eugen af Sverige, hertug af Närke (Eugen Napoleon Nikolaus; født 1. august 1865 på Drottningholm Slot, død 17. august 1947 i Waldemarsudde på Djurgården i Stockholm) var prins af Sverige og (til 1905) Norge samt hertug af Närke. Han var den yngste søn af kong Oscar 2. af Sverige-Norge og dronning Sofia, og fra 1873 til sin død var han sidst i den svenske tronfølge. Prins Eugen var kunstner, og han var kendt som Målarprinsen (malerprinsen).

## Biografi
Prins Eugen uddannede sig til officer, men helligede sig herefter kunstnerisk virksomhed. Fra 1887 til 1889 opholdt han sig i Paris, hvor han blandt andre studerede hos Léon Bonnat og Pierre Puvis de Chavannes. Fra 1933 til 1945 støttede han jødiske og politiske flygtninge fra Tyskland, og han var kendt som antinazist. 
I 1945 fyldte Prins Eugen 80 år. Ved denne lejlighed blev Prins Eugens Medalje indstifter af prinsens bror kong Gustav 5. af Sverige. Prins Eugen var den første svenske kongelige, der blev kremeret, hans urne blev begravet i Waldemarsuddes have. Prins Eugen var ugift.

## Galleri
- Prins Eugen: Skibe for anker. Vinter., 1908, Statens Museum for Kunst, www.smk.dk
- Prins Eugen: Udsigt over Vadstena, 1920
- De gamle slot (1893)
- Motiv fra Djurgården (1927)
- Prins Eugen 1900.
- Malerprinsen i arbejde, ca. 1905.
- Prinsen af Sven Lundqvist.
- Prins Eugens grav vid Waldemarsudde.

## Hædersbevisninger og ordener
- Danmark: Ridder af Elefantordenen  (1883)
- Norge: Ridder af Den Norske Løve  (1904)